# Площа Петрушевича
Площа Петрушевича — площа у Личаківському районі Львова, розташована між вулицями Шота Руставелі та Зеленою.

## Історія
Площа виникла на місці колишнього парку Яблоновських. 1936 року названа на честь польського генерала Густава Дрешера-Орліча. 1943 року під час німецької окупації — «Берінґпляц». У липні 1944 року повернена передвоєнна назва — площа Дрешера-Орліча. Від 1946 року — названа на честь Миколи Островського. 
1972 року площу названо на честь Ярослава Галана та того ж року на площі споруджено пам'ятник Ярославу Галану (скульптори Олександр Пилєв, Валентин Усов, Аїда Охріменко та архітектор Володимир Блюсюк). 1992 року пам'ятник демонтовано, а площу перейменовано на честь президента Західноукраїнської Народної Республіки Євгена Петрушевича.

## Будівлі
№ 1 — житловий будинок, споруджений у 1960-х роках за проєктом Анатолія Консулова. На фасаді розміщена меморіальна таблиця, яка сповіщає, що тут мешкав український поет Василь Колодій.
№ 2 — будівля початково спроєктована Анджеєм Фридецьким та Стефаном Порембовичем. Спорудження розпочато 1938 року і не було завершене. Добудовано 1961 року, але вже за проєктом Людмили Нівіної. Тут розмістився Палац культури управління профтехосвіти імені Ю. Гагаріна із залою на 800 місць. 1985 року надбудовано четвертий поверх. Нині це Палац культури учнівської молоді.
№ 3 — будинок, збудований у радянський час, який 2008 року реконструйовано під офісний центр за проєктом майстерні архітектора Олександра Базюка. Внаслідок реконструкції змінено фасад, і надбудовано два поверхи із застосуванням легких стальних конструкцій.
№ 4 — палац спорту з критим басейном, споруджений у 1932—1934 роках за проєктом Леопольда Карасінського.
№ 5 — чотириповерхова будівля торгово-офісного центру, збудованого у 2019 році. Особливу увагу привертає дірчастий фасад із композитних HPL-панелей. Панелі встановлені на певній відстані від скляної будівлі та захищають приміщення від прямих сонячних променів. Перший поверх та підвал займають торгові площі, а три горішні поверхи займають офіси. Зокрема, на другому та третьому поверхах розташований коворкінг «Контора», що складається з офісів преміум класу, кімнат для команд та переговорів, на четвертому поверсі розташовані open-space офіс, лаунж та рецепція. На даху будівлі розташована тераса, де розташований однорівневий коворкінг «Лайт». Загальна площа будівлі 1088 м².

## Будівлі суміжні з площею
На площу також виходить фасадами ряд будівель, котрі значною мірою формують її вигляд, але формально за нумерацією приписані до сусідніх вулиць Шота Руставелі та Зеленої. Це зокрема сецесійна колишня чиншова кам'яниця банкіра Міхала Стоффа на вулиці Шота Руставелі, 8, 8-А, що завершує перспективу невеликого обсадженого деревами скверу на площі. Збудована 1906 року за проєктом Владислава Садловського. Одним із фасадів на площу виходить будівля Науково-дослідного інституту епідеміології та гігієни Львівського національного медичного університету імені Данила Галицького, що розташований на вулиці Зеленій, 12, збудований у 1937–1939 роках за проєктом Івана Багенського, початково призначався для страхових та медичних установ. На фасаді інституту, що виходить на площу Петрушевича уміщено таблицю з рельєфним зображенням Євгена Петрушевича, і вказано, що площу названо на його честь.
У 2017—2018 роках на площі Петрушевича планувалося будівництво п'ятиповерхового торгово-офісного центру з демонтажем нежитлової  забудови та облаштування дворівневого підземного паркінгу для 300 авто, що буде частково розташований під сквером та під вже існуючою наземною парковкою, а також планувалося на площі змінити організацію руху, збудувавши нову дорогу. У 2019 році при повороті з вулиці Шота Руставелі на площі Петрушевича збудована чотириповерхова будівля торгово-офісного центру.

Пам'ятна таблиця Євгену Петрушевичу (вул. Зелена, 12)
Офісний центр (пл. Петрушевича, 3)
Палац культури учнівської молоді (пл. Петрушевича, 2)
Будівля НДІ епідеміології та гігієни ЛНМУ імені Данила Галицького (вул. Зелена, 12)
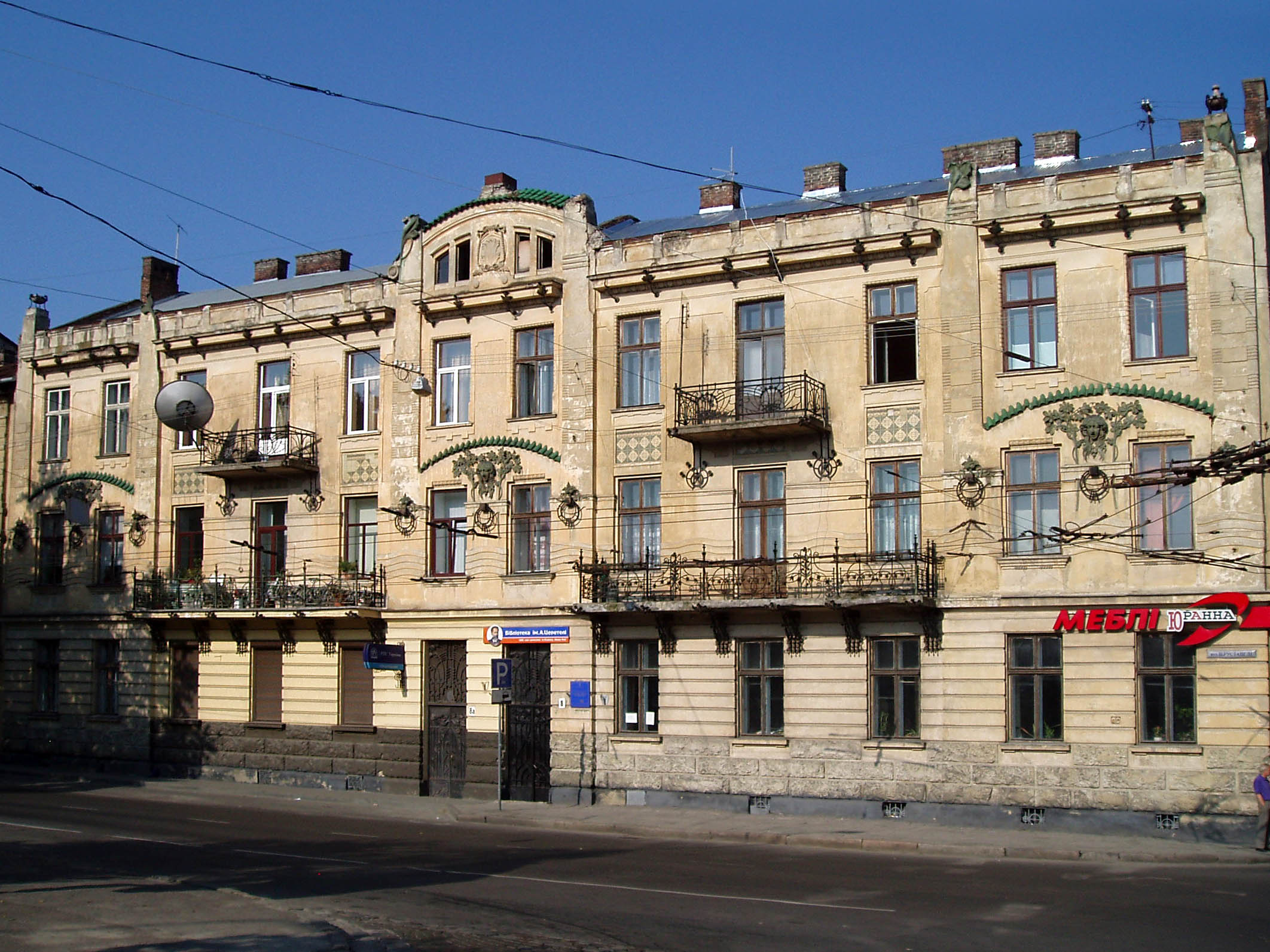
Колишня чиншова кам'яниця банкіра Міхала Стоффа (вул. Шота Руставелі, 8—8А)
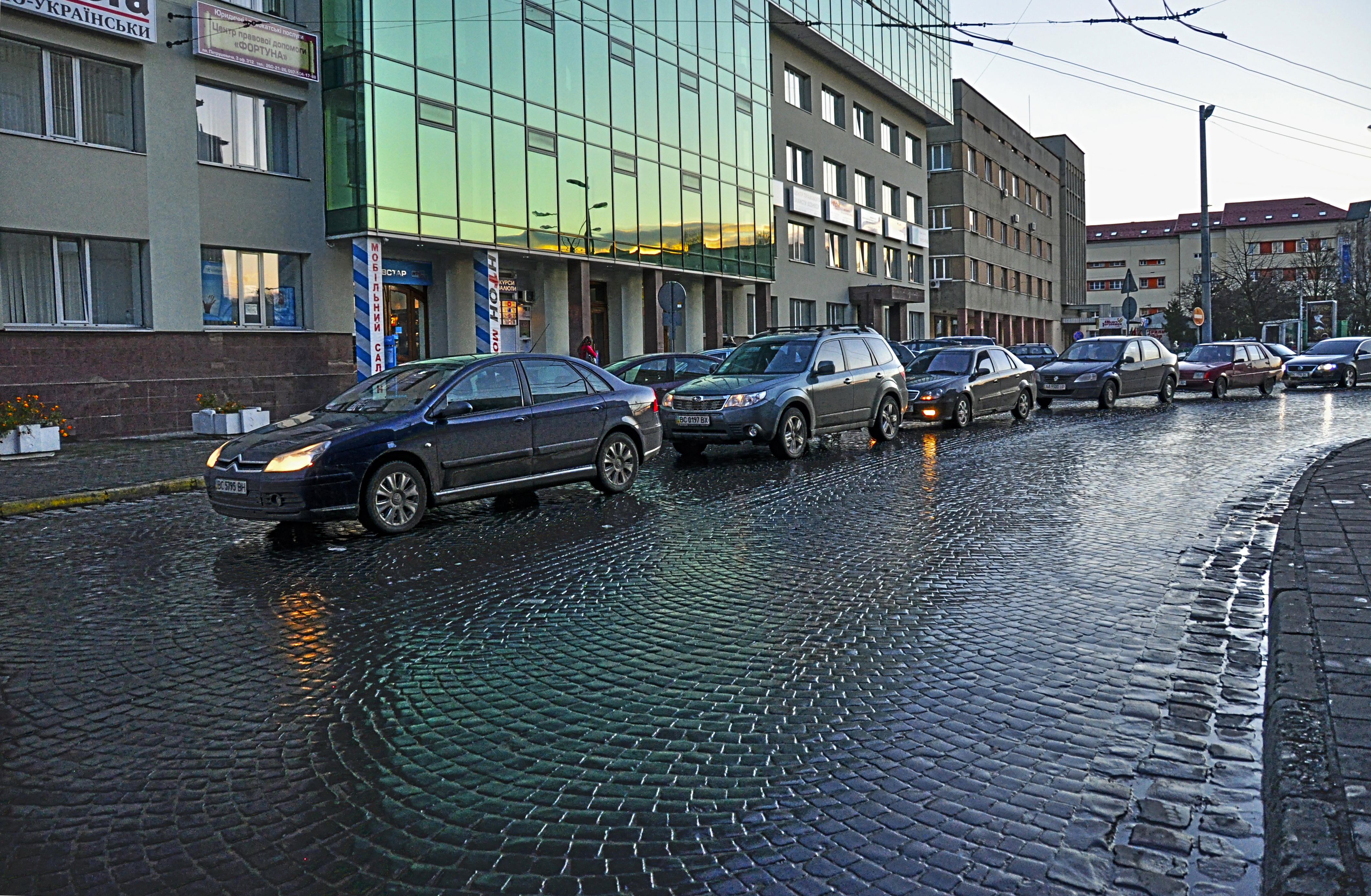
Площа Євгена Петрушевича у Львові